# 1975-ös Formula–1 francia nagydíj
A Francia Nagydíj volt az 1975-ös Formula–1 világbajnokság kilencedik futama.

## Futam
| Helyezés | #  | Versenyző             | Csapat/Motor     | Körök | Idő/Kiesés oka | Rajthely | Pontszám |
| -------- | -- | --------------------- | ---------------- | ----- | -------------- | -------- | -------- |
| 1        | 12 | Niki Lauda            | Ferrari          | 54    | 1:40:18,84     | 1        | 9        |
| 2        | 24 | James Hunt            | Hesketh-Ford     | 54    | + 1,59         | 3        | 6        |
| 3        | 2  | Jochen Mass           | McLaren-Ford     | 54    | + 2,31         | 7        | 4        |
| 4        | 1  | Emerson Fittipaldi    | McLaren-Ford     | 54    | + 39,77        | 10       | 3        |
| 5        | 27 | Mario Andretti        | Parnelli-Ford    | 54    | + 1:02,08      | 15       | 2        |
| 6        | 4  | Patrick Depailler     | Tyrrell-Ford     | 54    | + 1:07,40      | 13       | 1        |
| 7        | 23 | Tony Brise            | Hill-Ford        | 54    | + 1:09,61      | 12       |          |
| 8        | 17 | Jean-Pierre Jarier    | Shadow-Ford      | 54    | + 1:19,78      | 4        |          |
| 9        | 3  | Jody Scheckter        | Tyrrell-Ford     | 54    | + 1:31,68      | 2        |          |
| 10       | 5  | Ronnie Peterson       | Lotus-Ford       | 54    | + 1:36,02      | 17       |          |
| 11       | 21 | Jacques Laffite       | Williams-Ford    | 54    | + 1:36,77      | 16       |          |
| 12       | 15 | Jean-Pierre Jabouille | Tyrrell-Ford     | 54    | + 1:37,13      | 21       |          |
| 13       | 18 | John Watson           | Surtees-Ford     | 53    | + 1 kör        | 14       |          |
| 14       | 7  | Carlos Reutemann      | Brabham-Ford     | 53    | + 1 kör        | 11       |          |
| 15       | 31 | Gijs van Lennep       | Ensign-Ford      | 53    | + 1 kör        | 22       |          |
| 16       | 22 | Alan Jones            | Hill-Ford        | 53    | + 1 kör        | 20       |          |
| 17       | 14 | Bob Evans             | BRM              | 52    | + 2 kör        | 25       |          |
| 18       | 10 | Lella Lombardi        | March-Ford       | 50    | + 4 kör        | 26       |          |
| Kiesett  | 8  | Carlos Pace           | Brabham-Ford     | 26    | Erőátvitel     | 5        |          |
| Kiesett  | 6  | Jacky Ickx            | Lotus-Ford       | 17    | Fékek          | 19       |          |
| Kiesett  | 30 | Wilson Fittipaldi     | Fittipaldi-Ford  | 14    | Motorhiba      | 23       |          |
| Kiesett  | 9  | Vittorio Brambilla    | March-Ford       | 6     | Kocsiszekrény  | 8        |          |
| Kiesett  | 11 | Clay Regazzoni        | Ferrari          | 6     | Motorhiba      | 9        |          |
| Kiesett  | 28 | Mark Donohue          | Team Penske-Ford | 6     | Erőátvitel     | 18       |          |
| Kiesett  | 16 | Tom Pryce             | Shadow-Ford      | 2     | Erőátvitel     | 6        |          |
| NI       | 20 | François Migault      | Williams-Ford    | 0     | Nem indult     | 24       |          |

## Statisztikák
Vezető helyen:
- Niki Lauda: 54 (1-54)

Niki Lauda 6. győzelme, 14. pole-pozíciója, Jochen Mass 1. leggyorsabb köre.
- Ferrari 56. győzelme.